# Jovem Marx

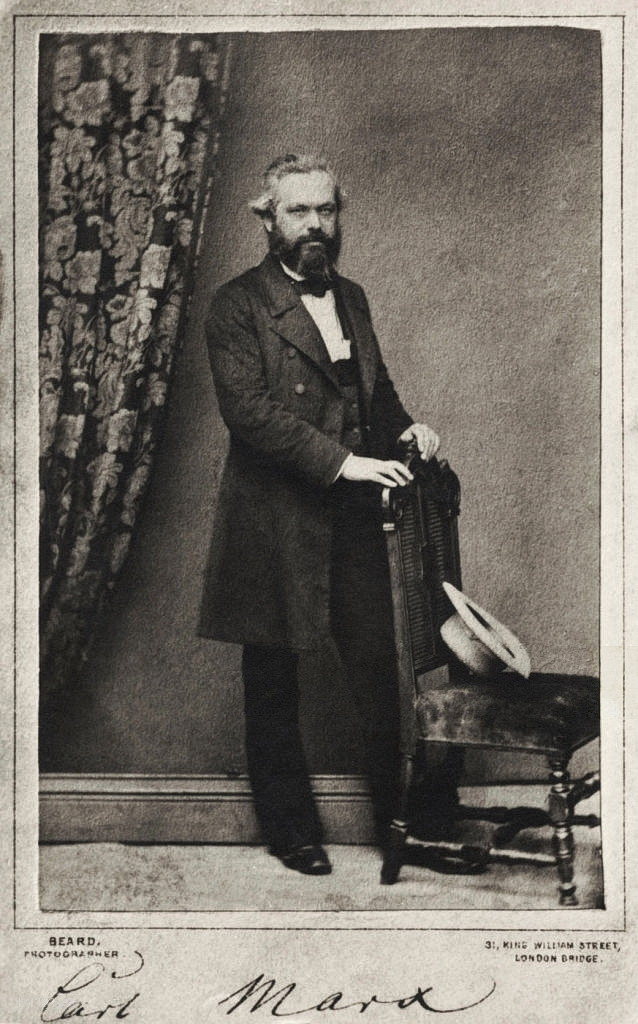
Karl Marx, em 1861

Alguns teóricos consideram o pensamento de Karl Marx dividido em um período "jovem" e um "maduro". Há desentendimentos de quando o pensamento de Marx começou a amadurecer, e o problema da ideia de um "Jovem Marx" é o problema do rastreamento do desenvolvimento das obras de Marx e da sua possível união. O problema, centra-se, portanto, na transição de Marx da filosofia para a economia, que foi considerado pelo marxismo ortodoxo como uma mudança progressiva para o socialismo científico. Esta leitura positivista foi, no entanto, contestada por teóricos marxistas, bem como membros da Nova Esquerda. Eles apontaram o lado humanista na obra de Marx e como ele, em seus primeiros escritos, se concentrou na libertação da escravidão salarial e liberdade da alienação, que eles alegavam ser um elemento esquecido dos escritos de Marx e central para entender seu trabalho posterior.[carece de fontes?]
Étienne Balibar afirma que as obras de Marx não podem ser divididas em "obras econômicas" (Das Kapital), "obras filosóficas", e "obras históricas" (O Dezoito Brumário de Luís Bonaparte, A Guerra Civil de 1871 na França, etc.). A filosofia de Marx está inextricavelmente ligada à sua crítica da economia política, e ao seu histórico de intervenções no movimento dos trabalhadores, como a crítica de 1875 do Programa de Gotha: a problemática também está relacionada com a ruptura de Marx com a universidade e seus ensinamentos sobre o Idealismo alemão e seu encontro com o proletariado, levando-o a escrever, juntamente com Engels, O Manifesto Comunista, um ano antes de as Revoluções de 1848. As raízes filosóficas do marxismo foram explicadas (por exemplo, através de Lênin) como derivada de três fontes: economia política inglesa; Socialismo utópico francês, republicanismo, um radicalismo, e a filosofia idealista alemã. Embora este modelo de "três fontes" seja uma simplificação excessiva, ainda possui alguma medida de verdade.

## A ruptura com o Idealismo alemão
O Jovem Marx é geralmente considerado ainda parte da filosofia "burguesa" humanista, que Marx criticou mais tarde, juntamente com o Idealismo alemão, em favor das "relações sociais", que criaram a consciência individual, um produto da ideologia segundo ele. Os humanistas marxistas, enfatizaram os fundamentos filosóficos humanistas do pensamento de Marx, concentrando-se nos Manuscritos Econômicos e Filosóficos de 1844 (publicado pela primeira vez em 1932, e amplamente suprimido na União Soviética até o "degelo de Kruschev" pós-Stalinista). Marx expõe sua teoria da alienação, adaptada da Essência do Cristianismo de Feurbach (1841).
Althusser opôs-se a este movimento, argumentando que o jovem Marx não podia ser lido enquanto pressupõe o "marxismo plenamente desenvolvido". Ele colocou assim o problema filosófico da evolução de Marx como a questão de como se pode conceber a transformação do pensamento de Marx sem adotar uma perspectiva Idealista que marcaria um retorno à dialética espiritualista de Hegel e sua perspectiva teleológica (a galinha está no ovo como Marx maduro Seria no jovem Marx, o "conteúdo" de sua filosofia materialista dialética expressada em suas obras anteriores sob as "palavras" do idealismo de Feuerbach).

## Várias pausas
Lenin, em seu O Estado e a Revolução (1917), considerou o primeiro trabalho maduro de Marx como A Miséria da Filosofia (1847). O filósofo marxista Louis Althusser, que foi um campeão dessa dicotomia "jovem" e "madura" de Marx em suas críticas ao humanismo marxista (Escola Praxis, John Lewis, etc.) e o Marxismo Existencial,  afirmaram na década de 1960 que A ideologia alemã (escrita em 1845), na qual Marx criticou Bruno Bauer, Max Stirner e outros Jovens Hegelianos, marcou a ruptura com o jovem Marx. Além disso, o trotskista Ernest Mandel, em sua obra "the Place of Marxism in History" (1986), também quebrou o desenvolvimento intelectual de Marx em diferentes estágios. Althusser apresentou, no seu livro For Marx (1965), uma série de outras opiniões:
Para Jahn, por exemplo, embora "ainda" contenham "toda uma série de elementos abstratos", os Manuscritos de 1844 marcam o "nascimento do socialismo científico". Para Pajitnov, esses manuscritos formam o pivô crucial em torno do qual Marx reorientou as ciências sociais. As premissas teóricas do marxismo foram estabelecidas. Para a Lapine, "ao contrário dos artigos no Rheinische Zeitung em que certos elementos do materialismo só aparecem espontaneamente, o Manuscrito de 1843 testemunha a passagem consciente de Marx ao materialismo "e, de fato," a crítica de Marx a Hegel começa a partir de posições materialistas "(é verdade que esta" passagem consciente "é chamada de "implícita " e "inconsciente" no mesmo artigo). Quanto a Schaff, ele escreve diretamente "We know (de declarações posteriores de Engels) que Marx se tornou materialista em 1841". Não estou tentando fazer um argumento fácil dessas contradições (o que pode ser reduzido a pouco como sinal de uma investigação "aberta"). Mas é legítimo perguntar se essa incerteza sobre o momento em que Marx passou para o materialismo, etc., não está relacionada com o uso espontâneo e implícito de uma teoria analitico-teleológica.

## A "ruptura epistemológica" deAlthusser
Louis Althusser popularizou a concepção de uma "ruptura epistemológica" entre o Jovem Marx e o Marx maduro, esse é o ponto em que Marx rompeu com a ideologia para entrar no domínio da ciência, um ponto geralmente considerado como consistente na sua ruptura com Feuerbach. No entanto, a ruptura epistemológica, um conceito que Althusser retirou de Gaston Bachelard, não deve ser concebida como um ponto cronológico, mas como um "processo", fazendo assim a questão da distinção entre um "Marx jovem" e um "maduro" Marx "um problemático.

Althusser observou que o interesse pelo Jovem Marx, que está nos Manuscritos de 1844 e outros trabalhos iniciais, já não era uma questão de interesse apenas para o marxismo ocidental, por exemplo. Togliatti, mas também de estudos soviéticos, antes de mais, que a própria discussão inicial de Marx já traz tons políticos, já que a atitude da União Soviética sobre o assunto não é muito aprovada. Ele também observou que, como Jahn observou, "não foram os marxistas que abriram o debate sobre as primeiras obras de Marx", indicando as apostas políticas que o cercam: "Para este ataque surpreendeu os marxistas por sua própria iniciativa: o de Marx". Althusser então critica a resposta marxista a este ataque:
 Para frustar aqueles que se tornaram contra a própria juventude de Marx, a posição oposta é decidida: Marx é reconciliado com a sua juventude, o livro que escreveu na sua juventude - O Capital não é mais lido como Sobre a Questão Judaica, Sobre a Questão Judaica é lido como O Capital; a sombra do jovem Marx não é mais projetada sobre Marx, mas a de Marx para o jovem Marx; e uma pseudo-teoria da história da filosofia no "futuro anterior" é erguida para justificar essa contraposição, sem perceber que essa pseudo-teoria é simplesmente hegeliana. Um medo devoto de um golpe para a integridade de Marx inspira como reflexo, uma aceitação resoluta de todo o Marx: Marx é declarado como um todo, "o jovem Marx é parte do marxismo" - como se nos arriscássemos a perder todo Marx se submetêssemos sua juventude à crítica radical da história, não à história que ele iria viver, mas a história que ele viveu, não uma história imediata, mas a história refletida para a qual, na sua maturidade, ele nos deu, não a "verdade" no sentido hegeliano, mas os princípios de sua compreensão científica. 
Por isso, Althusser adverte contra qualquer tentativa de ler de maneira teleológica Marx, que é alegando que o Marx maduro já estava no jovem Marx e derivou necessariamente dele:
"O capital é uma teoria ética, cuja filosofia silenciosa é abertamente falada nas primeiras obras de Marx. Assim, reduzida a duas proposições, é a tese que teve um sucesso tão extraordinário. E não apenas na França e na Itália, mas também, como esses artigos do exterior mostram, na Alemanha contemporânea e na Polônia. Filósofos, ideólogos e teólogos se lançaram em uma empresa gigantesca de críticas e conversões: deixe Marx ser restaurado para sua fonte e deixe-o admitir que, nele, o homem maduro é simplesmente o homem jovem disfarçado. Ou, se ele obstinadamente insiste em sua idade, permita que ele admita os pecados de sua maturidade, que ele reconheça que ele sacrificou a filosofia para a economia, a ética para a ciência, o homem para a história. Deixe-o consentir com isso ou recusá-lo, sua verdade, tudo o que sobreviverá a ele, tudo o que ajuda os homens a viver e pensar, está contido nessas poucas obras iniciais. Portanto, essas boas críticas nos deixam com uma única escolha: devemos admitir que O Capital (e o "marxismo maduro" em geral) é ou uma expressão da filosofia do jovem Marx ou sua traição. Em ambos os casos, a interpretação estabelecida deve ser totalmente revisada e devemos retornar ao Jovem Marx, o Marx através do qual falou a Verdade. Esta é a localização da discussão: o Jovem Marx. Realmente está em jogo: marxismo. Os termos da discussão: se o jovem Marx já era e totalmente Marx. 
Althusser então critica a leitura "eclética" das primeiras obras de Marx, que em vez de ler o texto como um "todo", o descomponha em vários "elementos" que então julga como elementos "materialistas" ou "idealistas". Marx não deve ser lido numa perspectiva finalista e teleológica, o que seria um retorno à idealista filosofia da história de Hegel. Assim, ele escreve:
"Do ponto de vista hegeliano, Obras Iniciais são tão inevitável e tão impossíveis como o objeto singular exibido por Jarry:" o crânio da criança Voltaire ". Eles são tão inevitáveis como todos os começos. São impossíveis porque é impossível escolher os começos de alguém. Marx não escolheu nascer juntamente com o pensamento que a história alemã concentrou-se na educação universitária, nem para pensar seu mundo ideológico. Ele cresceu neste mundo, nele ele aprendeu a viver e se mover, nele ele "liquidou contas", das quais ele se libertou. Eu devo voltar à necessidade e contingência desse começo mais tarde. O fato é que houve um começo, e que para descobrir a história dos pensamentos particulares de Marx, seu movimento deve ser entendido no instante preciso em que esse indivíduo concreto, o Jovem Marx, emergiu no mundo do pensamento de seu próprio tempo, pensando nisso por si mesmo e entrando no intercâmbio e no debate com os pensamentos de seu tempo, que era para ser a sua vida inteira como seu ideólogo. A este nível dos intercâmbios e dos conflitos que são a própria substância dos textos nos quais seus pensamentos vivos vieram até nós, é como se os autores desses pensamentos estivessem ausentes. O indivíduo concreto que se expressa em seus pensamentos e seus escritos está ausente, então é a real história expressa no campo ideológico existente. À medida que o autor se apagou na presença de seus pensamentos publicados, reduzindo-se ao seu rigor, fazendo com que a história concreta desaparece na presença de seus temas ideológicos, reduzindo-se ao seu sistema. Esta dupla ausência também terá que ser testada. Mas, por enquanto, tudo está em jogo entre o rigor de um único pensamento e o sistema temático de um campo ideológico. Sua relação nesse começo e esse começo não tem fim. Esta é a relação que deve ser pensada: a relação entre a unidade (interna) de um único pensamento (em cada momento de seu desenvolvimento) e o campo ideológico existente (em cada momento de seu desenvolvimento). Mas se essa relação for ser pensada, então, no mesmo movimento, devem os seus termos ".  

## Criticismo
Os humanistas marxistas não argumentam que o pensamento de Marx nunca se desenvolveu, mas critica a dicotomia apresentada "jovem" e "madura" como sendo muito rígida e não reconhecendo a continuidade no desenvolvimento de Marx. Uma evidência usada pelos humanistas marxistas para destacar a importância dos primeiros trabalhos de Marx é que o próprio Marx, em 1851, tentou ter dois volumes de seus primeiros escritos publicados.
François Châtelet negou a existência de uma ruptura em 1857 entre o jovem Marx e um Marx maduro que teria descartado seus erros e assumir "o domínio de seu pensamento". Em vez disso, ele considerou que as tensões em seu pensamento continuaram até sua morte em 1883. Esta tese, concentrando-se nas tensões no pensamento de Marx, em vez de uma suposta maturidade de seu pensamento, também seria confirmada por Étienne Balibar (1993).
Outros alegaram que a "ruptura epistemológica" de Althusser entre Os Manuscritos Econômicos e Filosóficos (1844) e A ideologia alemã (1845), em que alguns novos conceitos são forjados, é um pouco abrupta, embora quase ninguém conteste as mudanças radicais. Na verdade, embora Althusser tenha mantido firme a afirmação de sua existência, ele afirmou mais tarde que a ocorrência do ponto de convergência em torno de 1845 não estava tão claramente definida, pois traços do humanismo, historicismo e do hegelianismo foram ser encontrados no capital. Ele chegou até a afirmar que apenas a Crítica de Marx do Programa de Gotha e algumas anotações em um livro de Adolph Wagner estavam totalmente livres da ideologia humanista. Na verdade, Althusser considerou a ruptura epistemológica como um processo em vez de um evento claramente definido, um produto da incessante luta contra a ideologia: Althusser acreditava na existência da luta de classes na própria teoria. Essa luta marcou o ponto de divisão entre os filósofos que se contentaram em fornecer várias "interpretações" ideológicas do mundo sobre aqueles que se esforçaram para "transformar" o mundo, como Marx colocou em suas Teses em Feuerbach (1845).
Além disso, outras mudanças importantes no pensamento de Marx foram destacadas (por exemplo, Étienne Balibar), em particular após o fracasso das revoluções de 1848, em particular na França com o golpe de Estado de Louis-Napoleão Bonaparte em 2 de dezembro de 1851 e depois da queda da Comuna de Paris de 1871. Isso o levaria a substituir, no primeiro capítulo de Das Kapital (1867), sua teoria do fetichismo da mercadoria para a teoria da alienação exposta nos Manuscritos de 1844.